# Testimoni en zona de guerra
Testimoni en zona de guerra (títol original en anglès: Deadline) és una pel·lícula germano-israeliana-estatunidenca dirigida per Nathaniel Gutman, estrenada l'any 1987. Ha estat doblada al català.

## Argument
El periodista estatunidenc Don Stevens va a Beirut per cobrir la guerra civil que assola al Líban. Se li promet una entrevista de Yassin Abu-Riadd, un dels caps de l'OLP. Ell s'adona tanmateix que no és més que una posada en escena d'un impostor. Determinat a obtenir informacions autèntiques i amenaçat a la vegada per l'OLP i per les Falanges Libaneses, Stevens, ajudat per la doctora Linda Larsen, descobreix gradualment un pla que pretén massacrar centenars de civils.

## Repartiment
- Christopher Walken: Don Stevens
- Marita Marschall: Linda Larsen
- Hywel Bennett: Mike Jessop
- Arnon Zadok: Hamdi Abu-Yussuf
- Amos Lavi: Yassin Abu-Riadd
- Etti Ankri: Samira
- Martin Umbach: Bernard
- Yigal Naor: Antoine
- Sasson Gabai: Bossam
- Moni Moshonov: Donny

## Rebuda
La pel·lícula es va estrenar en 46 sales als Estats Units i ha informat 141.200 dòlars al box-office estatunidenc.